# Syzygium nanpingense
Syzygium nanpingense är en myrtenväxtart som beskrevs av Y.Y.Qian. Syzygium nanpingense ingår i släktet Syzygium och familjen myrtenväxter. Inga underarter finns listade i Catalogue of Life.